# 체코슬로바키아 군단

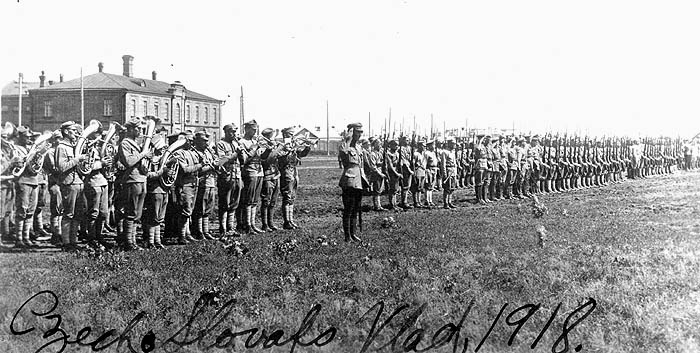

체코슬로바키아 군단(체코어: Československé legie, 슬로바키아어: Československé légie, 영어: Czechoslovak Legion)은 제1차 세계 대전 당시 협상국 편에 서서 참여한 의용군 부대로, 대다수의 체코인과 소수의 슬로바키아인(약 8퍼센트)으로 이루어져 있었다. 이들은 오스트리아 제국으로부터 보헤미아와 모라비아를, 헝가리 왕국으로부터 슬로바키아를 독립시키고자 하는 목적으로 협상국에 협력했다. 토마시 가리크 마사리크, 밀란 라스치슬라프 슈체파니크 등 망명 정치인들의 노력으로 10만 명 이상의 병력이 모였다. 

## 연합국 가담
제1차세계대전 발발시 오스트리아-헝가리제국과 독일편에서 참전하였다가 제정 러시아군에 포로가 된 이후 연합국 측에 가담한 병력과 기타 체코인들이 연합하여 만든 부대로, 연합국 편에 서서 수차례 전투를 수행함으로써 체코슬로바키아 독립국가 창설에 일익을 담당하였다.
이후 러시아 혁명으로 러시아 제국을 대체한 볼셰비키 정부가 동맹국과 휴전을 맺자 이를 받아들일 수 없었던 체코슬로바키아 군단은 볼셰비키와 싸우면서 러시아 내전에도 휘말렸다. 이해 국가간의 협상결과 독일이 점령한 동유럽 영토를 가로질러 체코슬로바키아로 갈 수 없었다.

## 체코군단의 반란
극동의 블라디보스토크까지 가서 태평양 건너 대서양 넘어 서유럽으로 귀환했는데, 이 과정에서 볼셰비키측과 마찰을 일으켜 시베리아 횡단 철도를 일시적으로 지배하기도 했다. 1920년 체코슬로바키아 군단이 블라디보스토크를 떠날 때 그들이 가지고 있던 무기 일부가 북로군정서로 흘러들어갔다.
이들은 백군이 아닌 외국군으로서 적군과 싸운 최초의 군대가 되었다. 그리고 소비에트 러시아의 적군에 가담한 일부 체코슬로바키아 군단은 후에 체코슬로바키아의 적군인 공산군의 모태가 되었다.
서유럽으로 귀환한 뒤 대부분의 인력은 새로 창설된 체코슬로바키아 육군에 소속되었으며 그들이 블라디보스토크에 항구를 통해 프랑스로 가기 직전, 중광단의 사령관 김좌진에게 체코제 무기를 지원해주기도 하였다.